# Dionysos Ludovisi
La statue en marbre de Dionysos, dite Dionysos Ludovisi (ou Dionysos avec Panthère et Satyre) est une œuvre romaine du IIe siècle, conservée au Palazzo Altemps, l'un des sites du musée national Romain à Rome. Elle a été trouvée au XVIe siècle sur la Colline du Quirinal, lors du creusement des fondations pour le Palazzo Mattei aux Quattro Fontane.

## Historique
La statue a été achetée pour la collection Ludovisi, où elle a d'abord été présentée devant le Palazzo Grande, structure principale de la Villa Ludovisi, puis en 1641 dans la galerie de sculptures du Casino Capponi érigé pour le Cardinal Ludovico Ludovisi dans la villa d'une vaste propriété. Avec le reste de la collection Boncompagni-Ludovisi, qui a été ouverte au public, et où il était devenu célèbre, il a été acheté, en 1901, pour la Ville de Rome, comme la collection Ludovisi, dispersée, ainsi que la Villa de la fin du XIXe siècle.
Les éléments d'origine sont la tête, le torse et les cuisses de Dionysos et du satyre. Les bras du satyre et le bas des jambes et la base sont des restaurations modernes— en fait, du XVIe siècle.